# Точчи, Теренцио
Теренцо Точчи (итал. Terenzio Tocci, алб. Terenc Toçi; 9 марта 1880, Сан-Козмо-Альбанезе, Калабрия, Королевство Италия — 14 апреля 1945, Тирана, Албания) — албанский политический деятель арберешского происхождения. Отличившийся как албанский патриот ещё до обретения независимости Албанией, он с 1940 по 1943 год, во время Второй мировой войны, занимал должность председателя Высшего фашистского корпоративного совета (алб. Këshilli i Epërm Korporativ Fashist). В 1945 году Точчи был осуждён албанскими коммунистическими властями за государственную измену и сотрудничество с фашистами, будучи приговорённым к смертной казни.

## Биография
Теренцо Точчи родился 9 марта 1880 года в Сан-Козмо-Альбанезе (Калабрия, Италия) в албанской семье. Он получил юридическое образование. В 1908—1909 годах он проживал в США, где проводил пропагандистскую кампанию среди американцев албанского происхождения о необходимости обретения Албанией независимости.
Позднее Точчи перебрался в Албанию, где участвовал в местных восстаниях 1910 и 1911 годов. 26-27 апреля 1911 года Точчи собрал в селении Орош старейшин Мирдиты и провозгласил независимость Албании, подняв национальный флаг и учредив временное правительство. После того, как османские войска вошли в Мирдиту, чтобы подавить восстание, Точчи бежал из Османской империи, отказавшись от своей деятельности.
В 1913 году Точчи был одним из участников Албанского конгресса в Триесте.
До итальянского вторжения в Албанию Точчи занимал пост министра национальной экономики в правительстве Ахмета Зогу.
В период итальянской оккупации страны, во время Второй мировой войны, Точчи был членом Высшего фашистского корпоративного совета (алб. Këshilli i Epërm Korporativ Fashist), в том числе занимая должность его председателя с 1940 по 1943 год.
По окончании Второй мировой войны Точчи был обвинён албанскими коммунистическими властями в государственной измене и сотрудничестве с нацистской Германией. Судебный процесс начался 1 марта 1945 года и находился в ведении Кочи Дзодзе, главы политической полиции. Неизвестно, была ли у Точчи возможность защитить себя в суде. Приговор был оглашён 13 марта 1945 года. Точчи вместе с 16 другими подсудимыми был приговорён к смертной казни, которая состоялась днём позже, 14 марта 1945 года. Тело Точчи вместе с телами других казнённых было брошено в общую могилу.